# Juan de Amestoy
Juan de Amestoy Fue un militar español, Coronel del ejército real de Tabasco, que llegó a ser Gobernador interino de la provincia colonial de Tabasco, Nueva España. Se desconocen los datos de fechas y lugares de nacimiento y fallecimiento.

## Desalojo de piratas de la isla del Carmen
Fue nombrado Comandante en jefe de las Milicias de Tabasco, y en 1786 al frente de ellas y en compañía del también Capitán Francisco Interiano, atacó a los piratas que se habían apoderado nuevamente de la Isla de Tris (hoy Isla del Carmen), logrando desalojarlos definitivamente y reincorporando la isla a Tabasco, reconstruyendo el puesto militar de Nuestra Señora del Carmen.

## Gobernador interino de Tabasco
Debido a su valentía y destacada labor al frente de las milicias tabasqueñas, al fallecimiento en Tacotalpa del entonces gobernador Francisco de Amuzquívar en 1791, fue nombrado gobernador interino de Tabasco, en espera de que el rey español designara al nuevo gobernante, cargo que ejerció desde la villa de Tacotalpa, en ese entonces capital de Tabasco. 
Durante los casi tres años que Amestoy gobernó la provincia, se preocupó por mejorar la seguridad, creando el "Cuerpo de caballería ligera" integrado por voluntarios españoles, y rehabilitó los vigías de San Pedro y Barra del Grijalva para que avisaran en caso de una nueva incursión pirata. También levantó en San Juan de Villahermosa la ermita de Santa Rosalía en el lugar del antiguo y destruido Fuerte de la Encarnación.

### Declara a Villahermosa puerto menor
Una de sus acciones más importantes y que contribuyeron enormemente al mejoramiento económico de la provincia, fueron las gestiones que realizó ante la corona española para que la ciudad de Villahermosa fuera considerada como puerto comercial, cosa que logró cuando el 22 de octubre de 1792 él mismo declaró a Villahermosa "puerto menor" con todas las franquicias y beneficios correspondientes, entre los que sobresalían, el quedar libre de impuestos en los artículos de primera necesidad, o artículos procedentes de otras partes de la Nueva España o de España, lo que aumentó la navegación en el Grijalva el cual permitía la entrada de buques mayores, con lo que la actividad portuaria y comercial aumentó significativamente en la región, después de estar devastada por casi 200 años de ataques piratas. 
En conmemoración a esta acción, Juan de Amestoy ordenó que a la ciudad de San Juan de Villahermosa se le cambiara el nombre por el de Villahermosa del Puerto.
En 1793 Juan de Amestoy entregó el cargo de gobernador de la provincia a Miguel de Castro y Araoz quien había sido nombrado por el rey Carlos IV.
Las acciones emprendidas por el Capitán Juan de Amestoy, sentaron las bases para que dos años después, el 15 de agosto de 1795 el entonces gobernador Miguel de Castro y Araoz regresara los poderes de Tacotalpa a Villahermosa, nombrándola capital de la provincia.